# Ludwig Blomeyer
Ludwig Blomeyer (* 13. Dezember 1805 in Trendelburg; † 1. März 1865 in Meiningen) war ein deutscher Jurist, Bankdirektor, Politiker und Staatsminister des Herzogtums Sachsen-Meiningen.

## Leben
Nach seinem Jura-Studium trat Ludwig Blomeyer 1833 in den Justizdienst des Herzogtums Sachsen-Meiningen ein. 1838 wurde er zum Direktor der Finanzabteilung der Landesregierung berufen. 1849 als Direktor entlassen, war er anschließend bis 1861 im Vorstand der Landeskreditanstalt Meiningen tätig. Des Weiteren war er Vorsitzender des Verwaltungsrats der Mitteldeutschen Kreditbank. 1858 wurde er Staatsrat und 1864 Staatsminister des Herzogtums. In dieser Position war er unter anderem für das Herzogtum Sachsen-Meiningen der Bevollmächtigte im Süddeutschen Münzverein. Sein Zwillingsbruder Johann Friedrich Heinrich Blomeyer ließ für die Familie in der Meininger Bernhardstraße 14 gegenüber dem Meininger Hoftheater eine stattliche Stadtvilla im Stil des Historismus errichten, die man in den 2000er Jahren abriss.